# Simone
Simone Bittencourt de Oliveira, conhecida simplesmente como Simone (Salvador, 25 de dezembro de 1949), é uma cantora e ex-basquetebolista brasileira.

## Biografia

### Primeiros anos e carreira no basquetebol
Simone foi a sétima, dos nove filhos de Otto Gentil de Oliveira, um cantor de ópera amador, e Letícia Bittencourt de Oliveira, que tocava piano e violão. Nasceu no bairro de Brotas, em Salvador, na Bahia em um dia de Natal, e por isso quase recebeu o nome de Natalina, mas a decisão final foi que seria batizada como Simone. Aos dezesseis anos, mudou-se com a família para Santo André (SP), e ingressou na Faculdade de Educação Física de Santos (FEFIS), passando a dedicar-se à carreira de jogadora de basquete e de professora de Educação Física. Passou por clubes de cidades paulistas, como o de São Caetano do Sul, jogando com Norminha, Rosália e Delci, vindas do time do basquetebol feminino do Flamengo, que era a base do time. Chegou a ser convocada duas vezes para a Seleção Brasileira de Basquetebol Feminino, mas devido a duas entorses, foi cortada antes do embarque. Na segunda convocação, durante o Campeonato Mundial de Basquetebol Feminino de 1971, ficou no banco de reservas, o que a fez desistir da carreira no esporte.

### Trajetória artística
Década de 1970
Depois de desistir do basquete, sua família e amigos a incentivaram a tentar a carreira artística. A partir de contatos que sua amiga e professora de violão, Elodir Barontini, tinha, Simone participou de um jantar na casa do então gerente de marketing da gravadora Odeon, Moacir Machado, o Môa. Ao final do encontro, Simone foi convidada para fazer um teste na Odeon, o resultado foi que a gravadora a contratou por quatro anos, com um disco por ano. O primeiro álbum da cantora, que tem o título de Simone, foi gravado em outubro de 1972 e lançado em 20 de março de 1973, data considerada como marco do início da sua carreira artística. Em São Paulo, Simone estreou no mesmo dia num programa da TV Bandeirantes.
Antes de se tornar conhecida do público brasileiro, participou de uma turnê internacional em 1973, organizada por aquele que se tornaria um dos seus grandes incentivadores, Hermínio Bello de Carvalho. A excursão, intitulada Panorama Brasileiro, incluía no roteiro o Olympia em Paris, entre outras cidades europeias. Em 1974, Festa Brasil percorre vinte cidades dos Estados Unidos, além do palco do teatro anexo do Madison Square Garden, em Nova York. A turnê foi um grande sucesso e originou os discos Brasil Export 73 e Festa Brasil (lançado nos Estados Unidos) - ambos produzidos por Hermínio Bello, que ainda produziria os dois álbuns subsequentes, Quatro Paredes e Gotas d´Água; neste último a produção foi realizada em parceria com Milton Nascimento. Em 1976, ao lado de Vinícius de Moraes e Toquinho, participa do Circuito Universitário, uma série de apresentações, que além do Brasil, viajou à Argentina, Uruguai, Chile e México. Naquele ano, o filme Dona Flor e Seus Dois Maridos, apresentou em sua trilha sonora a versão interpretada por Simone da composição O Que Será, de Chico Buarque, fazendo com que cantora despontasse nacionalmente para o sucesso.
No ano seguinte realizou a primeira apresentação solo, o show Face a Face, no (Museu de Arte Moderna do Rio de Janeiro, com direção de Antonio Bivar). O ano marcaria o primeiro grande momento de reconhecimento, com as canções Gota d'Água, Face a Face, Jura Secreta e O Que Será. No Projeto Seis e Meia, sua apresentação foi elogiada pelo jornalista Nelson Motta, que descreveu a grande aclamação do público à interpretação de Gota d'Água. Ainda em 1977 foi lançado o álbum Face a Face, que incluiu Jura Secreta (de Sueli Costa e Abel Silva), canção que fez parte da trilha sonora da novela O Profeta. De junho a setembro de 1978 participou do Projeto Pixinguinha e, ao lado de Sueli Costa, apresentou-se nas principais capitais do país.
Década de 1980 – Maior vendedora de discos da década
O grande sucesso da canção Começar de Novo, tema de abertura do seriado Malu Mulher e uma das primeiras músicas brasileiras que abordavam a independência feminina, foi registrado pela primeira vez no disco Pedaços, em 1979. Considerado um divisor de águas na carreira, e por muitos críticos o melhor álbum da carreira o espetáculo homônimo, foi gravado ao vivo no Canecão em 30 de dezembro de 1979 e lançado em disco em 1980, com o título Simone ao Vivo, primeiro álbum da cantora gravado ao vivo. Pedaços teve a primeira apresentação em outubro e foi considerado o melhor do ano; em termos de público, mais de 120 000 pessoas em todo o país, só superado pelo espetáculo anual de Roberto Carlos.[carece de fontes?] Dirigido por Flávio Rangel, incluiu no repertório a canção Pra não Dizer que não Falei das Flores (que ficou conhecida como Caminhando), celebrando a primeira audição da canção antológica na voz de Simone e a primeira interpretação engajada da sua carreira. Simone foi a primeira artista a cantar Pra não Dizer que não Falei das Flores depois da liberação da música pela censura. O sucesso lhe rendeu o primeiro disco de ouro e um especial da Rede Globo, gravado ao vivo no Teatro Globo em 2 de março de 1980. O programa, chamado Simone Bittencourt de Oliveira foi o primeiro da série Grandes Nomes. Caminhando seria interpretada ainda em 1982, no Estádio do Morumbi, no espetáculo Canta Brasil.
Uma cantora cujos espetáculos se encerravam com flores distribuídas ao público, tornava-se não só uma grande voz para os versos de Vandré, mas também, ao lado de outros artistas, nos versos da música: Ainda fazem da flor seu mais forte refrão, E acreditam nas flores vencendo o canhão. Ao final do espetáculo Delírios, Delícias (1983), clamou pelas Diretas Já. Em 1989, ao lado de Marília Pêra e Cláudia Raia, declarou e apoiou o então candidato Fernando Collor de Mello. O despertar de uma postura artística engajada acompanharia toda a carreira, sendo enfatizada por interpretações de sambas como Disputa de Poder e Louvor a Chico Mendes, além de Maria, Maria, Uma Nova Mulher, O Sal da Terra, Será, e outras. Outro grande sucesso, Tô Voltando, um samba que canta a volta para a casa de um casal apaixonado, foi associado à ditadura militar e aos que retornavam ao Brasil depois do asilo político dos anos 1970.
O ano de 1982 foi marcado por grandes recordes de público, como na temporada de nove apresentações no Ginásio do Ibirapuera, em três semanas seguidas, com cerca de quinze mil pessoas por noite, contabilizando um total aproximado de 135 mil pessoas.[carece de fontes?] Foi em 1982 também que recebeu a primeira indicação para o Troféu Imprensa de Melhor Cantora, seguindo-se mais dez indicações para o prêmio e a conquista do troféu no ano de 1987, ao lado de Marina Lima.[carece de fontes?]
Depois da interpretação de Caminhando, com o fim da censura à música, seria também, aos 32 anos, a primeira cantora a lotar sozinha um estádio, o Maracanãzinho, em 1981, com o espetáculo Amar, apresentando o álbum homônimo. Superlotou também o Mineirinho e o ginásio da Pampulha, e no mesmo ano lançou Encontros e Despedidas. Pioneirismo evidenciado em outras ocasiões como quando gravou, muito antes de Paul Simon ou Michael Jackson, com o Grupo Olodum da Bahia, ou quando, num dos espetáculos, surpreendeu a plateia levando para o palco uma cama, um ano antes da popstar Madonna chocar o mundo com a mesma ideia.[carece de fontes?] Quatorze anos mais tarde, em 1995, foi a primeira cantora de renome a gravar um disco inteiro exclusivamente com canções natalinas. Em dezembro de 1983 parou o parque carioca da Quinta da Boa Vista, onde uma multidão de 50 mil pessoas foram assisti-la na primeira transmissão ao vivo da história da 'Rede Globo' para um espetáculo de final de ano.
A partir da segunda metade da década de 1960, em plena efervescência da contracultura e no rescaldo do pós-bossa-nova, estrearam na televisão brasileira os especiais do Festival de Música Popular Brasileira, na TV Record. Contemporâneos do movimentos Jovem Guarda e Tropicalismo, os festivais açambarcavam todos esses estilos, a bossa nova, o rock vanguardista da jovem guarda e o ecletismo do tropicalismo - e ainda seria o palco de estreia de um novo e definitivo estilo, a MPB, inaugurado com a interpretação antológica da novata Elis Regina, então com apenas vinte anos de idade, cantando Arrastão. Durante duas décadas a televisão brasileira foi marcada pelo sucesso da transmissão desses espetáculos que apresentavam os novos talentos, registrando índices recordes de audiência. O especial Mulher 80, da Rede Globo, foi um destes marcantes momentos da televisão. O programa exibiu uma série de entrevistas e musicais cujo tema era a mulher e a discussão do papel feminino na sociedade de então, abordando esta temática no contexto da música nacional e da ampla preponderância das vozes femininas, com Elis Regina, Maria Bethânia, Fafá de Belém, Marina Lima, Simone, Rita Lee, Joanna, Zezé Motta, Gal Costa e as participações especiais das atrizes Regina Duarte e Narjara Turetta, que protagonizaram o seriado Malu Mulher. Naquele encontro das várias vozes femininas, Elis Regina elogiou Simone: "Gosto muito da Simone. Potencialmente, vê-se nela a possibilidade de um desabrochar grande. É uma mulher bonita, seu repertório é muito bom e está muito bem assessorada pelo Flávio Rangel e pelo Nelson Ayres".
Nos anos oitenta, que foram marcados pelo reconhecimento de grandes cantoras na MPB, firmava-se como uma recordista de público e de vendagem e despontava como um dos grandes nomes da indústria fonográfica nacional. Foi nessa época que alcançou em meados dos anos 80, o posto de maior vendedora de discos da década: seus LPs não saíam da fábrica com menos de 400 mil unidades encomendadas, chegando várias vezes à marca de um milhão. Só perdia para Roberto Carlos. Ali, Simone chegava ao nível artístico dos álbuns que Elis, Gal, Bethânia e Nana Caymmi lançavam. E ainda podia se gabar de ter sido a primeira intérprete de canções de Chico ("Sob Medida"), Milton ("Cigarra"), João Bosco ("De Frente pro Crime", "O Ronco da Cuíca") e Gilberto Gil ("Então Vale a Pena").
Originalmente idealizado para a montagem do ballet teatro do Balé Teatro Guaíra de Curitiba em 1982, o espetáculo O Grande Circo Místico foi lançado em 1983. Simone integrou o grupo seleto de intérpretes que viajou o país durante dois anos com o projeto, um dos maiores e mais completos espetáculos teatrais já apresentados, para uma plateia de mais de 200 mil pessoas. Simone interpretou a canção Meu Namorado, composta pela dupla Chico Buarque e Edu Lobo. O espetáculo contava a história do grande amor entre um aristocrata e uma acrobata e a saga da família austríaca proprietária do Grande Circo Knie, que vagava pelo mundo nas primeiras décadas do século. Um dos maiores sucessos da carreira seria lançado no ano seguinte: O Amanhã, enredo da escola de samba União da Ilha em 1978 e neste mesmo ano gravada por Elizeth Cardoso, mas foi com a primeira gravação de Simone, em 1983 (CD Delírios, Delícias e regravada no CD Simone ao Vivo), que a canção se popularizou.
Valendo-se ainda do filão engajado da pós-ditadura e do feminismo, cantou, ainda que com uma participação individual diminuta, no coro da versão brasileira de We Are the World, o hit americano que juntou vozes e levantou fundos para a África ou USA for Africa. Com o projeto Nordeste Já (1985), abraçou a causa da seca nordestina, unindo 155 vozes num compacto de criação coletiva, com as canções Chega de Mágoa e Seca d'Água. Elogiado pela competência das interpretações individuais, foi no entanto criticado pela incapacidade de harmonizar as vozes e o enquadramento de cada uma delas no coro. Também em 1985 cantou no coro de vozes latinas Cantarei, Cantarás. Em julho do ano seguinte iniciou na casa de espetáculos carioca Scala II, a mais longa temporada de um espetáculo em sua carreira, com o show "Simone", dirigido por Flávio Rangel. O espetáculo permaneceu em cartaz durante sete meses, até fevereiro de 1987. Na estreia, além de Ísis de Oliveira, sua companheira na época, estavam na plateia Jô Soares, Fernanda Montenegro, Cazuza, Ney Matogrosso, entre outras celebridades.
Em 1989, dez anos depois de conquistar o primeiro disco de ouro, a artista figurava entre os poucos a ainda protagonizar especiais televisivos: Simone - Especial, da Rede Globo, apresentou trechos do espetáculo Sedução, do álbum Sedução, em cartaz no Palace (São Paulo). Dividiu o palco na tradicional apresentação de final de ano cantando ao lado de Roberto Carlos e participou também do especial da Rede Globo Cazuza – Uma Prova de Amor, interpretando ao lado de Cazuza a canção Codinome Beija-flor. No LP Vício grava Louvor a Chico Mendes ao vivo com a escola de samba Caprichosos de Pilares.
Década de 1990 – Primeiro CD de Natal do país
Em 1991 gravou um clipe para o programa Fantástico, idealizado pelo sociólogo Betinho, intitulado "Luz do Mundo", para arrecadar fundos para a reabilitação de menores. Dos álbuns gravados depois da década de 1980, uma época considerada de apelo mais popularesco, destacam-se Simone Bittencourt de Oliveira (1995), que trouxe baladas entre outros clássicos e sambas e Café com Leite  (1996, um tributo a Martinho da Vila) -- trabalhos referidos como um reencontro com um repertório mais seletivo e arranjos mais apurados; Café vendeu mais de seiscentas mil cópias e um Disco Duplo de Platina à cantora; segundo Caetano Veloso: O disco da Simone com músicas do Martinho da Vila eu acho divino, divino e ninguém disse nada... Ficou, finge que não é nada. Aquilo é divino. O repertório dele fez bem a ela -- aquele disco é de eu botar em casa, sozinho de tanto que eu gostei. Ela deu clareza àquelas composições, é lindo. E foi um projeto pensado pela gravadora de uma cantora que cantaria um autor, combinado, não sei como foi, mas é lindo, é maravilhoso o resultado. E ela é uma grande cantora, muito boa, eu adoro. Uma voz muito bonita e que faz muito bem.
Em 1995 lançou o CD 25 de Dezembro, o primeiro CD do país com canções exclusivamente natalinas, e obteve a maior vendagem da carreira, mais de um milhão e meio de cópias vendidas em apenas um mês e meio: Ao lançar, no ano passado, o disco natalino 25 de Dezembro, a cantora Simone quebrou um tabu. Ao contrário do que ocorre nos Estados Unidos e na Europa, os cantores brasileiros não têm o costume de lançar, no mês de dezembro, discos com músicas de Natal.
Flávio Rangel, Jorge Fernando, José Possi Neto, Nelson Motta, Ney Matogrosso e Sandra Pêra são alguns dos nomes que assinam a direção dos espetáculos. O show Sou Eu ganhou o prêmio de melhor do ano em 1992 e originou o álbum homônimo — comemorativo dos vinte anos de carreira, que trazia regravações dos antigos sucessos entre outras canções consagradas. Em 1997 apresentou-se na casa de espetáculos carioca Metropolitan, com Brasil, O Show, dirigido por José Possi Neto apresentando clássicos do samba (Paulinho da Viola, Adoniran Barbosa, Dorival Caymmi, Ary Barroso, Gonzaguinha, Mário Lago) entre outras gravações do álbum de estúdio do ano anterior, Café com Leite.[carece de fontes?]
Anos 2000
Os álbuns Seda Pura (2001) e Feminino (2002) marcaram as mais baixas vendagens da carreira e repertórios de estilo pouco explorado até então, o pop. Baiana da Gema (2004, 2005), um tributo a Ivan Lins, de repertório inédito do compositor, foi apresentado no eixo Rio-São Paulo. Em maio de 2006, num pocket show, no cenário intimista de uma casa noturna paulistana, exibiu um repertório romântico ao público, que se encantou com arranjos originais, em tom jazzístico, para o Projeto Credicard Vozes. Em apresentações no Peru, foi aplaudida de pé por mais de cinco minutos. Em Miami, ao lado de Ivan Lins, foi elogiada pela crítica, que considerou a apresentação uma das melhores dos últimos anos na Flórida. Em 2007 a parceria com Zélia Duncan foi registrada no CD e DVD Amigo é Casa, lançados no ano seguinte pela gravadora Biscoito Fino, que exibiu, além de regravações, canções inéditas na voz das artistas e apresentações pelas capitais do país.
Uma edição da década de 1970 foi organizada pelo jornalista e pesquisador Rodrigo Faour e lançada em 2009 pela EMI. Considerada a fase de maior qualidade vocal e musical, o box com onze CDs reúne a obra completa deste período no qual a artista impôs-se à crítica, com interpretações definitivas e sucesso crescente junto ao público.
O álbum Na Veia foi lançado em agosto de 2009 também pela gravadora Biscoito Fino, sem estilo musical definido, exibindo um repertório eclético, que mescla o samba, o pop e o romântico para, segundo a cantora, "passar alegria e esperança". Simone assina a composição de Vale a Pena Tentar, parceria com Hermínio Bello de Carvalho, segunda canção composta pela cantora que já havia estreado com a composição Merecimento, ao lado de Abel Silva (1982). Em 1976, depois de pronta, a música chegou a ser enviada para Roberto Carlos. Segundo Simone, Roberto gravou mas não se interessou em lançá-la.
Em 2013 foi lançado o álbum É Melhor Ser.
Em novembro de 2021 foram disponibilizados nas plataformas digitais nove álbuns clássicos de Simone, do período em que era contratada da Sony Music. A maioria do acervo é dos anos 1980, época em que a cantora se tornou a maior vendedora de discos da década. Foram liberados integralmente os álbuns Amar (1981), Corpo e Alma (1982), Delírios e Delícias (1983), Desejos (1984), Cristal (1985), Amor e Paixão (1986), Sedução (1988), Simone (1989) e Simone Bittencourt de Oliveira (1995).
Em paralelo, desde outubro de 2021, Simone já vinha preparando a gravação de um novo álbum, o primeiro desde É Melhor Ser. O lançamento do álbum em mídia digital, com o título Da Gente, foi em março de 2022, depois de quase dez anos sem gravar. Com direção artística de Zélia Duncan e direção musical do pernambucano Juliano Holanda, o álbum reúne canções de compositores nordestinos. A primeira faixa, Haja Terapia, composta por Juliano, é inspirada nas angústias durante a pandemia de Covid-19. A música já havia sido lançada em single um mês antes do álbum. Com Juliano, Simone compôs o baião Boca em Brasa, outra faixa do álbum, que foi escolhida para tema do par romântico da novela Mar do Sertão (Rede Globo). O lançamento em mídia física foi previsto para o mês seguinte pela gravadora Biscoito Fino.
Cinquenta anos de carreira
Em comemoração aos cinquenta anos de carreira, completados em 20 de março de 2023, Simone anunciou o seu retorno aos palcos, com a turnê "Tô Voltando", em uma parceria com a equipe "Nascimento Música", empresa administrada pelo filho de Milton Nascimento. A turnê, com agenda de apresentações a partir de 15 de abril em Juiz de Fora e percorrendo o Brasil, tem a direção geral de Marcus Preto e apresenta uma coletânea dos sucessos na voz da cantora, como "O Que Será", "Jura Secreta", "Começar de Novo", "Encontros e Despedidas" e "De Frente pro Crime". Essa primeira apresentação da turnê ocorreu no Cine-Theatro Central, no centro de Juiz de Fora. Segundo a cantora, a escolha para abrir a turnê deveu-se à sua ligação afetiva com a cidade em que moravam seus tios e que vinha sempre visitar na infância. Simone também declarou que é a cidade onde viveu Sueli Costa, sua grande amiga desde o início da carreira, que compôs alguns de seus sucessos, e falecida no mês anterior à estreia da turnê, que tem previsão de dez apresentações por todo o país até 9 de dezembro.

### Vida pessoal
Simone nunca teve filhos. Em 2000 declarou que namorou o cantor Ney Matogrosso nos anos 80 e que já havia tentado ter filhos, mas nunca conseguiu. Revelou que não tem orientação sexual, tendo namorado também o cantor e compositor Toquinho, e convivido durante sete anos na década de 80 com a atriz Ísis de Oliveira. Por ser muito magra e alta, com 1,80m aos doze anos, sofreu bullying na infância.
Se eu amar, não tem o menor problema. Pode ser branco, preto, homem ou mulher... O que importa é o amor.— Simone

## Estilo musical

### Repertório
Na história da MPB a tradição romântica foi intensificada nos anos 1980 e os temas de amor romântico e paixão, foram amplamente explorados por diversos cantores e compositores. Simone, que desde o início da carreira interpretou predominantemente canções românticas, figura dentre elas e é por isso elencada na categoria de cantora romântica. O repertório abrange mais de 380 interpretações, um dos mais vastos e diversificados dentre as vozes femininas, compondo um verdadeiro mosaico de estilos. O amor romântico ou idealizado, a paixão, (Começar de Novo, Jura Secreta, Corpo, Medo de Amar nº 2, Raios de Luz, Lenha), o samba (O Amanhã, Disputa de Poder, Ex-amor) e a religiosidade (Cantos de Maculelê, Reis e Rainhas do Maracatu, Então É Natal, Ave Maria, Jesus Cristo) são os mais recorrentes na obra.
Ao longo da infância e juventude as principais referências deste repertório romântico foram Roberto Carlos, Milton Nascimento e Maysa Matarazzo (de quem é grande fã e que exerceu grande influência na sua carreira), Dolores Duran, Ângela Maria, Nora Ney e Elizeth Cardoso – as maiores expoentes do gênero samba-canção ou fossa, gênero, comparado ao bolero, pela exploração e exaltação do tema amor-romântico ou pelo sofrimento de um amor não realizado, também chamado de dor-de-cotovelo. O samba canção, com o qual Maysa já foi identificada, surgido na década de 1930, antecedeu o movimento da bossa nova, surgido ao final da década de 1950, com João Gilberto. Mas este último, herdeiro do jazz norte-americano representou um refinamento e uma maior leveza nas melodias e interpretações em detrimento do drama e das melodias ressentidas, da dor-de-cotovelo e da melancolia. O legado de Maysa, ainda que aponte para dívidas com a bossa, é o de uma cantora mais dramática e a voz é mais arrastada do que as intérpretes da bossa e por isso aproxima-se antes do samba-canção e do bolero. O declarado gosto pessoal da cantora por boleros advém desta herança musical. Ao lançar o CD Fica Comigo Esta Noite, comentou

Bolero é bolero. Quando você tem um cara como o Luiz Conte que tem uma pegada de bolero especial, fica mais fácil. É o métier dele. Por exemplo, no show, o Caneca (Fernando Caneca, músico pernambucano) tocava guitarra, violão, viola, tudo junto. No disco, a gente tem mais tempo e pode variar mais de músicos e testar o que for melhor. No mais, eu sou a rainha do bolero. Adoro!— Simone
Entre os compositores com interpretações na voz de Simone, estão Ivan Lins, Vitor Martins, Milton Nascimento, Fernando Brant, Paulo César Pinheiro, Gonzaguinha, Chico Buarque, Martinho da Vila, Zélia Duncan e Paulinho da Viola.[carece de fontes?]}

### Sambas e sambas-enredo
O primeiro samba-enredo que gravou foi O Amanhã, União da Ilha (1983). Em 1984 participou no disco de Neguinho da Beija-Flor (Ofício de Puxador) na faixa Deusa da Passarela. No mesmo ano, Neguinho participou em Por um dia de graça, de Luiz Carlos da Vila, do álbum Desejos. Em 1985, gravou Rei Por um Dia de Graça, com os compositores da Caprichosos de Pilares. Em 1986 gravou Amor no Coração, em dueto com Carlinhos de Pilares. Em 1988 gravou Disputa de Poder. Em 1989 ajudou a puxar o samba da Tradição e no mesmo ano gravou Louvor a Chico Mendes. Em 1990 Liberdade, Liberdade, Abra as Asas Sobre Nós.

### Voz
Simone nunca utilizou a leitura de cifras como recurso de intelecção dos acordes. Sua voz é marcada por um acentuado sotaque baiano e um timbre único e inconfundível, "claro e penetrante e às vezes quente e suave".
No início dos anos 70, creio que em 1973, vi uma matéria jornalística na Globo sobre uma jogadora de basquete que acabara de virar cantora. Era a nossa estrela Simone. Fiquei sabendo que seu pai fora cantor de ópera e que sua mãe era pianista. O que mais me impressionou, no entanto, foi o timbre claro e penetrante de sua voz, ao mesmo tempo, quente e suave.— José Bonifácio de Oliveira Sobrinho (Boni)

### Palco: o hábito de vestir branco
A presença no palco é caracterizada pela utilização recorrente de roupas brancas e o gestual de abrir os braços no formato de uma cruz. É característico também da artista encerrar os espetáculos distribuindo rosas brancas para a plateia.
O início da carreira de Simone foi marcado por um encontro com o esoterista Mário Troncoso, morto em fevereiro de 2005, que passou a ser seu orientador espiritual. Desde a juventude, Simone às vezes via um foco de luz ao seu redor, que aleatoriamente aparecia e sumia. Em uma viagem de barco para Paquetá, a cantora teve o primeiro contato com Troncoso, que sentou-se ao seu lado. Ele começou a conversar com ela, que ainda não era uma artista conhecida, e tocou no assunto daquela luz que ela enxergava, fato que Simone nunca havia compartilhado com ninguém, explicando a ela que era um fenômeno ligado ao esoterismo. Desde então, a artista passou a usar sempre traje branco nas suas apresentações.

## Sucessos
A pedido, ganhou em 1978, do amigo Bituca, Milton Nascimento, uma composição cujo título seria o seu apelido, Cigarra, do disco homônimo lançado no mesmo ano. O pedido por uma canção com o tema de cigarra partiu da própria cantora por ocasião de um evento ocorrido em Salvador, quando Simone afirma ter sido surpreendida por uma voz que repetiu três vezes a palavra cigarra dirigindo-se a ela, e de maneira inusitada. A letra faz alusão à famosa fábula de Esopo, A Cigarra e a Formiga.
Além de Cigarra, foram consagradas na sua voz, canções como Começar de Novo, Jura Secreta, Cordilheiras, Quem é Você, De Frente pro Crime, A Distância, Disritmia, Você é Real, Samba de Orly (com Toquinho), Iolanda (com Chico Buarque), Então é Natal, Jesus Cristo, Pedaço de Mim e outras. Começar de Novo, do disco Pedaços (1979), foi a canção-tema do seriado Malu Mulher (Rede Globo, 1979), que abordava assuntos polêmicos na época como a emancipação feminina, divórcio, aborto e violência doméstica. Simone foi escolhida para interpretá-la no lugar de Maria Bethânia, cogitada também para a interpretação, mas que recusou. Na voz de Simone, a composição, que foi escrita especialmente para o seriado, por Ivan Lins e Vítor Martins, tornou-se um grande sucesso da época e um marco na história da MPB. Foi gravada também por Barbara Streisand e Sarah Vaughan.
Fui correndo atrás de suas gravações e incorporei Simone à minha restrita lista de preferências incondicionais. Mais tarde, eu e Daniel Filho decidimos que Começar de Novo seria o tema musical de Malu Mulher. A interpretação de Simone consolidou, de vez, a minha admiração por ela. Foi, com certeza, a mais perfeita abertura musical que tivemos.— José Bonifácio de Oliveira Sobrinho (Boni)
Dentre seus admiradores, estão o jornalista norte-americano Gay Talese, o jazzista Brad Mehldau, e o maestro norte-americano Quincy Jones, que a considera uma das maiores cantoras do mundo. Em uma conversa com Zé Maurício Machline, Quincy Jones declarou, ao ser perguntado sobre qual música escolheria para ouvir se soubesse que estaria prestes a morrer, declarou que uma delas seria Começar de Novo, na interpretação de Simone.
Você teria que me dar duas [canções], porque eu sou um pouco mais velho [risos]. Sem dúvida seria Miles Davis: Miles Ahead, todo o álbum. Essa seria uma para mim. É como se fosse uma só música. E a outra seria Começar de Novo, com a Simone... Sim, ela me faz ficar arrepiado.— Quincy Jones, respondendo à pergunta de Machline
Depois do sucesso da música O que Será em 1976, Simone lançou um álbum por ano, atingindo a marca de vinte milhões de discos vendidos até 2016. Ao longo da carreira, a cantora conquistou vinte discos de ouro, dezesseis de platina e um de diamante. Foi também indicada três vezes para o Grammy Latino. O CD 25 de Dezembro, lançado em 1995 somente com canções natalinas, ultrapassou 1,2 milhão de cópias.[carece de fontes?] A reedição deste CD contou com a participação especial das Meninas Cantoras de Petrópolis na canção Ave Maria, de Jaime Redondo e Vicente Paiva, que não constou da versão original. A versão em espanhol vendeu dois milhões de cópias.[carece de fontes?]
Já me adaptei há muito tempo, nunca fui uma pessoa que respirei o sucesso. Tenho feito tudo o que quero: não importa se levo dois, três anos para isso.— Simone, em 2016

## Parcerias
Dentre as parcerias de Simone estão nomes como Milton Nascimento, Chico Buarque, Roberto Carlos, Martinho da Vila, Zeca Pagodinho, João Bosco, Ivan Lins, Gal Costa, Toquinho, Cazuza, Erasmo Carlos, Gonzaguinha, Ney Matogrosso, José Carreras, Plácido Domingo, Pablo Milanes, Julio Iglesias, Luís Represas, Fátima Guedes, Grupo Olodum da Bahia, Meninas Cantoras de Petrópolis, Daniela Romo, Eugênia Melo e Castro, Dulce Pontes, Hebe Camargo, Marília Gabriela, Ângela Maria, Zélia Duncan e outros.[carece de fontes?]
Em 2007, Dionne Warwick dividiu o palco com Simone, Gilberto Gil, Jorge Ben Jor, Milton Nascimento e Ivan Lins, em uma apresentação em São Paulo.

## Canções temas de telenovelas
- "Um Desejo Só Não Basta (Corpo a Corpo)
- "Pensamentos (Explode Coração)
- "Íntimo (Uma Esperança no Ar)
- "Disputa de Poder (Brasileiras e Brasileiros)
- "Naquela Noite com Yoko (Brilhante)
- "Quem É Você (A Próxima Vítima (telenovela))
- "É Festa (Senhora do Destino)
- "Sentimental Demais" (Laços de Família)
- "Será" (Perigosas Peruas)
- "Carinhoso (Os Ricos Também Choram)
- "Desafio" (Mulheres de Areia)
- "Apaixonada" (Pantanal)
- "Então Me Diz" (Belíssima)
- "Raios de Luz" (De Corpo e Alma)
- "Muito Estranho" (Desejos de Mulher)
- "Veneziana" (A Lua me Disse)
- "Seu Corpo" (Sassaricando)
- "Loca-Crazy" (Torre de Babel)
- "Tô Que Tô" (Sol de Verão)
- "Anjo de Mim" (Anjo de Mim)
- "Em Flor" (Roda de Fogo)
- "Amor Explícito" (Corpo Santo)
- "Carta Marcada" (Araponga)
- "Beija, Me Beija, Me Beija" (O Amor Está no Ar)
- "Uma Nova Mulher" (Tieta)
- "Sob Medida" (Os Gigantes)
- "Saindo de Mim" (Chega Mais)
- "Medo de Amar nº 2" (Sinal de Alerta)
- "Povo da Raça Brasil (Terras do Sem Fim)
- "Mulher da Vida" (Champagne)
- "O Tempo Não Para" (O Salvador da Pátria)
- "Começar de Novo" (Malu Mulher)
- "A Outra" (Roque Santeiro)
- "Desesperar jamais" (Água Viva)
- "Face a Face" (O Pulo do Gato)
- "Valsa do Desejo" (Força de um Desejo)
- "Mundo Delirante" (Elas por Elas)
- "Vento Nordeste" (Pé de Vento)
- "Existe um céu" (Paraíso Tropical)
- "Jura Secreta" (O Profeta e Memórias de Amor)
- "Cigarra'" (Cara a Cara)
- "Ela Disse-me Assim" (Os Imigrantes - Terceira Geração)
- "Então Vale a Pena" (Salário mínimo)
- "O Que Será" (Dona Flor e Seus Dois Maridos)
- "Desenho de Giz" (Um Anjo Caiu do Céu)
- "Enrosco" (Paixões Proibidas)
- "Medo de Amar Nº 2" (Três Irmãs)
- "Migalhas" (Viver a vida)
- "Love" (Insensato Coração)

## Principais espetáculos
- 1973: Panorama brasileiro Feira Brasil Export de Bruxelas (Bélgica) e Olympia de Paris (França)
- 1973: Simone, Turnê nos Estados Unidos e no Canadá
- 1973: Expo 73, Esporte Clube Pinheiros, São Paulo
- 1977: Projeto Pixinguinha, Teatro Dulcina, Rio de Janeiro e turnê nacional
- 1978: Cigarra, Canecão, Rio de Janeiro
- 1979: Pedaços, Canecão (RJ) e turnê nacional
- 1981: Simone, Maracanãzinho, Rio de Janeiro
- 1982: Canta Brasil, Estádio do Morumbi, São Paulo
- 1982: Corpo e alma, Canecão, Rio de Janeiro
- 1992: Sou eu, Estádio do Morumbi, São Paulo
- 1997: Brasil, o Show, Metropolitan, Rio de Janeiro
- 2000: Fica comigo esta noite, Canecão, Rio de Janeiro
- 2004: Baiana da Gema, Tom Brasil, São Paulo
- 2004: Baiana da Gema, Canecão, Rio de Janeiro
- 2004: Baiana da Gema, Scala, Rio de Janeiro
- 2005: Baiana da gema, Claro Hall, Rio de Janeiro
- 2006: Projeto Credicard Vozes, Bourbon Street, São Paulo
- 2006: Simone Canecão, Rio de Janeiro
- 2006: Simone e Ivan Lins, Au-Rene Theater, Broward Center, Miami
- 2006: Tom Acústico com Zélia Duncan, Tom Brasil, São Paulo
- 2008: Tour nacional de Amigo é casa
- 2009: Turnê de Amigo é Casa em Portugal
- 2009: Em boa companhia, Canecão, Rio de Janeiro
- 2009: Em boa companhia, Teatro Bourbon, São Paulo
- 2010: Em boa companhia, DVD, Teatro Guararapes, Recife
- 2010: Festival da América do Sul, Corumbá
- 2010: Inauguração da Árvore de Natal da Lagoa Rodrigo de Freitas
- 2023: Tô Voltando, turnê nacional em comemoração aos cinquenta anos de carreira

## Discografia

### Álbuns de estúdio
| Ano  | Álbum                                                                                               | Posições  | Posições | Certificados     | Vendas        |
| Ano  | Álbum                                                                                               | Latin Pop | POR      | Certificados     | Vendas        |
| ---- | --------------------------------------------------------------------------------------------------- | --------- | -------- | ---------------- | ------------- |
| 1973 | Simone - Lançamento: 20 de março de 1973 - Gravadora: Odeon - Formatos: LP, K7                      | —         | —        |                  | - : 5 000     |
| 1974 | Quatro Paredes - Lançamento: 1974 - Gravadora: Odeon - Formatos: LP, K7                             | —         | —        |                  | - : 20 000    |
| 1975 | Gotas d'Água - Lançamento: 1975 - Gravadora: Odeon - Formatos: LP, K7                               | —         | —        |                  | - : 50 000    |
| 1977 | Face a Face - Lançamento: 1977 - Gravadora: Odeon - Formatos: LP, K7                                | —         | —        |                  | - : 100 000   |
| 1978 | Cigarra - Lançamento: 1978 - Gravadora: Odeon - Formatos: LP, K7                                    | —         | —        |                  | - : 140 000   |
| 1979 | Pedaços - Lançamento: 1979 - Gravadora: Odeon - Formatos: LP, K7                                    | —         | —        |                  | - : 300 000   |
| 1980 | Simone - Lançamento: 1980 - Gravadora: Odeon - Formatos: LP, K7                                     | —         | —        |                  |               |
| 1981 | Amar - Lançamento: 1981 - Gravadora: CBS, - Formatos: LP. K7, CD                                    | —         | —        |                  | - : 500 000   |
| 1982 | Corpo e Alma - Lançamento: 1982 - Gravadora: CBS - Formatos: LP. K7, CD                             | —         | —        |                  |               |
| 1983 | Delírios, Delícias - Lançamento: 1983 - Gravadora: CBS - Formatos: LP. K7, CD                       | —         | —        |                  |               |
| 1984 | Desejos - Lançamento: 1984 - Gravadora: CBS - Formatos: LP. K7, CD                                  | —         | —        |                  | - : 15 000    |
| 1985 | Cristal - Lançamento: 1985 - Gravadora: CBS - Formatos: LP. K7, CD                                  | —         | —        |                  |               |
| 1986 | Amor e Paixão - Lançamento: 1986 - Gravadora: CBS - Formatos: LP, K7, CD                            | —         | —        |                  | - : 900 000   |
| 1987 | Vício - Lançamento: 1987 - Gravadora: CBS - Formatos: LP. K7, CD                                    | —         | —        |                  | - : 260 000   |
| 1988 | Sedução - Lançamento: 1988 - Gravadora: CBS - Formatos: LP. K7, CD                                  | —         | —        |                  |               |
| 1989 | Simone - Lançamento: 1989 - Gravadora: CBS - Formatos: LP, K7, CD                                   | —         | —        | - : PMB: Platina |               |
| 1991 | Simone - Lançamento: 1991 - Gravadora: Odeon - Formatos: LP, K7                                     | 12        | —        |                  |               |
| 1991 | Raio de Luz - Lançamento: 1991 - Gravadora: Sony/Columbia - Formatos: LP, K7, CD                    | —         | —        | - : PMB: Ouro    |               |
| 1993 | Sou Eu - Lançamento: 1993 - Gravadora: Sony/Columbia - Formatos: LP, K7, CD                         | —         | —        | - : PMB: Ouro    |               |
| 1993 | La Distância - Lançamento: 1993 - Gravadora: CBS - Formatos: LP, K7, CD                             | —         | —        |                  |               |
| 1995 | Simone Bittencourt de Oliveira - Lançamento: 1995 - Gravadora: Sony/Columbia - Formatos: LP, K7, CD | —         | —        |                  |               |
| 1995 | 25 de Dezembro - Lançamento: 1995 - Gravadora: PolyGram - Formatos: LP, K7, CD                      | —         | —        |                  | - : 1 200 000 |
| 1996 | Dos Enamoradas - Lançamento: 1996 - Gravadora: CBS - Formatos: CD                                   | —         | —        |                  |               |
| 1996 | Café com Leite - Lançamento: 1996 - Gravadora: Polygram - Formatos: LP, K7, CD                      | —         | —        | - : PMB: Platina |               |
| 1997 | Loca - Lançamento: 1997 - Gravadora: Polygram - Formatos: CD                                        | —         | —        | - : PMB: Ouro    |               |
| 2000 | Fica Comigo Esta Noite - Lançamento: 2000 - Gravadora: Universal Music - Formatos: CD               | —         | —        | - : PMB: Ouro    |               |
| 2001 | Seda Pura - Lançamento: 2001 - Gravadora: Universal Music - Formatos: CD                            | —         | —        |                  |               |
| 2004 | Baiana da Gema - Lançamento: 2004 - Gravadora: Universal Music - Formatos: CD                       | —         | 11       | - : PMB: Ouro    |               |
| 2009 | Na Veia - Lançamento: 2009 - Gravadora: Biscoito Fino - Formatos: CD                                | —         | —        |                  |               |
| 2013 | É Melhor Ser - Lançamento: 2013 - Gravadora: Biscoito Fino - Formatos: CD                           | —         | —        |                  |               |
| 2022 | Da Gente - Lançamento: 2022 - Gravadora: Biscoito Fino - Formatos: mídia digital, mídia física      | —         | —        |                  |               |

### Álbuns ao vivo
| Ano  | Álbum                                                                                       | Posições  | Certificados  | Vendas      |
| Ano  | Álbum                                                                                       | Latin Pop | Certificados  | Vendas      |
| ---- | ------------------------------------------------------------------------------------------- | --------- | ------------- | ----------- |
| 1980 | Ao Vivo" - Lançamento: 1980 - Gravadora: EMI Music - Formatos: LP, K7, CD                   | —         | - : PMB: Ouro |             |
| 1997 | Brasil "O Show" - Lançamento: 1997 - Gravadora: PolyGram - Formatos: CD                     | —         | - : PMB: Ouro |             |
| 2002 | Feminino - Lançamento: 2002 - Gravadora: Universal Music - Formatos: CD                     | —         |               |             |
| 2005 | Simone ao Vivo - Lançamento: 2005 - Gravadora: EMI Music - Formatos: CD                     | —         |               | - : 100 000 |
| 2008 | Amigo é Casa (com Zélia Duncan) - Lançamento: 2008 - Gravadora: Bicoito Fino - Formatos: CD | —         |               |             |
| 2010 | Em Boa Companhia - Lançamento: 2010 - Gravadora: Bicoito Fino - Formatos: CD                | —         |               |             |

### Outros projetos
- À Bruxelles - Brasil Export/73 (com Roberto Ribeiro e João de Aquino) (1973)
- Expo-Som 73 - ao vivo (com Leny Andrade, Márcia e Ari Vilela) (1973)
- Festa Brasil (com João de Aquino) (1974)